# Jan Hermanowski

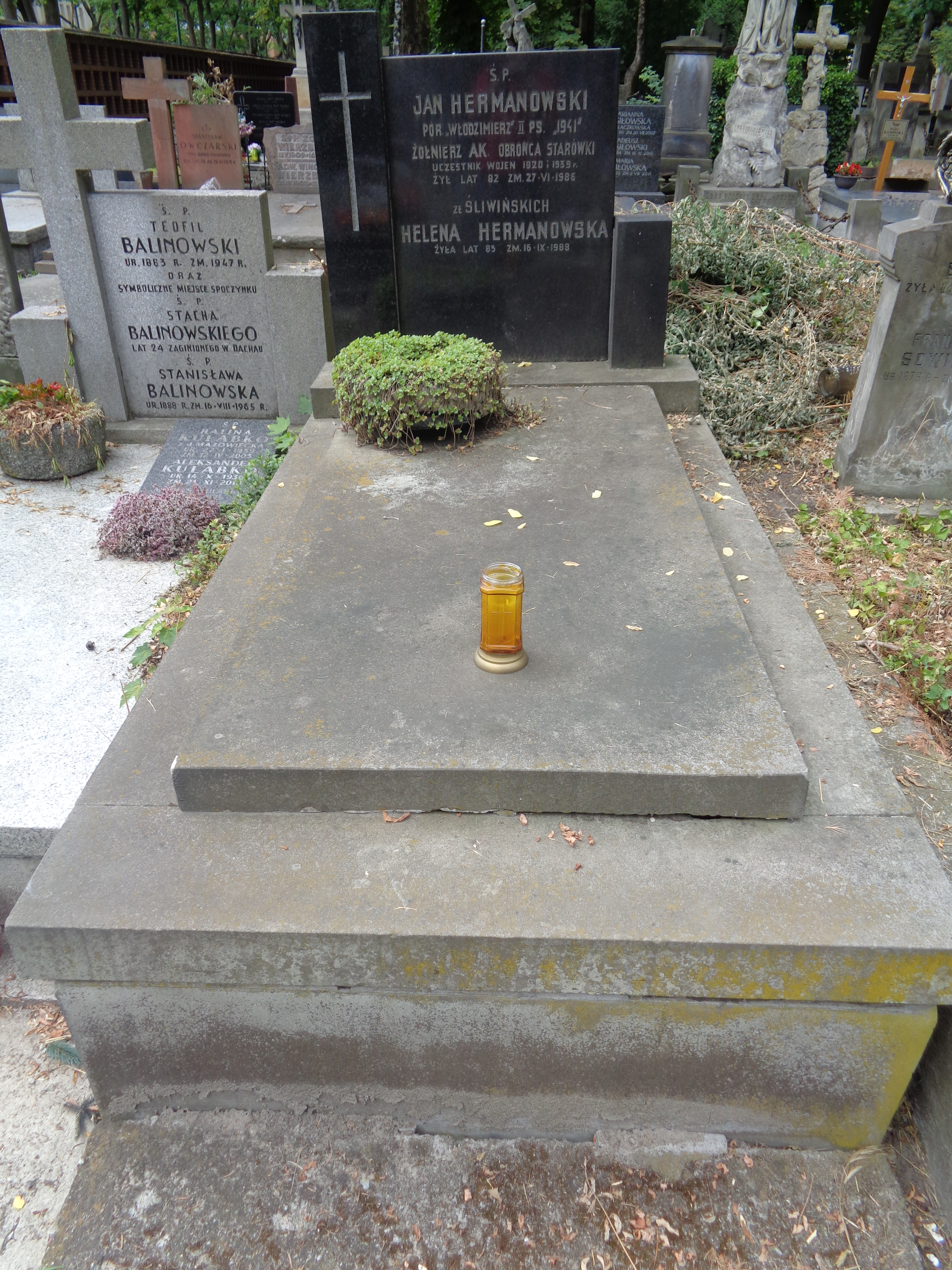
Grób Jana Hermanowskiego na cmentarzu Powązkowskim

Jan Hermanowski (ur. 2 marca 1904 w Warszawie, zm. 27 czerwca 1986 w Krakowie) – polski wojskowy, nauczyciel. 

## Życiorys
Studiował na Wydziale Historycznym i Filozoficznym Uniwersytetu Warszawskiego, który ukończył w 1929. Uczestniczył w rozbrajaniu niemieckich żołnierzy 11 listopada 1918. Walczył w wojnie polsko-bolszewickiej 1920 jako żołnierz zgrupowania 36 pułku piechoty. Wkrótce rozpoczął pracę jako nauczyciel w gimnazjum. Nauczał kolejno: historii, geografii, podstaw filozofii, także przysposobienia wojskowego m.in. w szkole Mechaniczno-Technicznej im. Wawelberga i Rotwanda. Był działaczem Koła Przyjaciół Harcerstwa 2 Warszawskiej Drużyny Harcerzy im. Tadeusza Rejtana. Uczęszczał na kursy przysposobienia wojskowego – w 1931 ukończył Szkołę Podchorążych Piechoty, uzyskując stopień podporucznika.
Walczył w wojnie obronnej 1939 – był dowódcą kompanii 10 pułku piechoty. Podczas okupacji hitlerowskiej uczył na tajnych kompletach. W 1942 wstąpił w szeregi konspiracji – działał w Narodowej Organizacji Wojskowej. Został wykładowcą Szkoły Podchorążych. 
Walczył w powstaniu warszawskim jako dowódca kompanii „Gertruda” w batalionie Gustaw. 13 sierpnia został ciężko ranny. Po kapitulacji powstania, uciekł z transportu rannych żołnierzy do obozu jenieckiego i schronił się w Komorowie. Następnie kontynuował tajne nauczanie. Udzielał się także w organizowaniu szkolnictwa na Śląsku Opolskim.
W 1970 zamieszkał w Krakowie. Pochowany na warszawskich cmentarzu Powązkowskim w Warszawie w kwaterze 167 rząd 3 grób 21.